# Utidava
Utidava a fost o davă dacică (carpică) menționată de geograful Ptolemeu. După Alexandru Vulpe, cetatea este identificată cu așezarea de pe dealul Titelca, din cartierul Tisești, Târgu Ocna, județul Bacău.
Situl arheologic al cetății figurează sub cod LMI BC-I-m-B-00750.01.

## Așezare

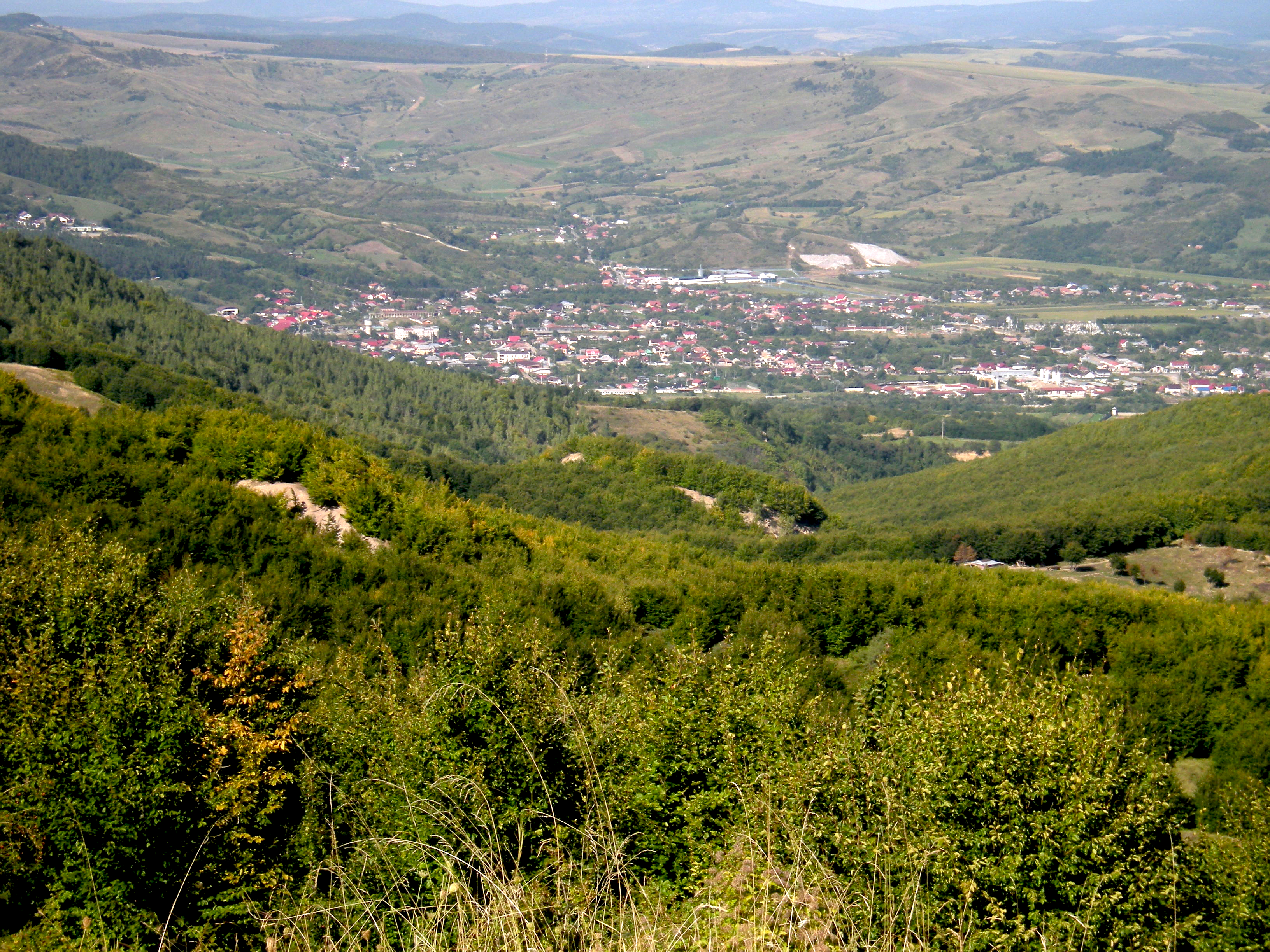
Dealul Titelca și Târgu Ocna în vale, văzute de pe dealul Coșna.

Potrivit lui Ptolemeu, Utidava se află la coordonatele 53°10' și 47°40', fiind aflată mai aproape de Petrodava (cu coordonatele 53°45' și 47°40') decât de Angustia (cu coordonatele 52°15' și 47°15'). În hărțile geografului rezultă că în vestul Siretului și paralel cu el se află așezările Angustia, Utidava și Petrodava.
În opinia lui Alexandru Vulpe, știind că aceste date nu pot fi considerate a fi un adevăr absolut, a considerat că și-ar permite o modificare a relației dintre cele trei localități dacă un motiv l-ar determina să o facă. Astfel, odată acceptate siturile atribuite: Angustia la Brețcu și Petrodava la Piatra Neamț, se confruntă cu absurditatea de a găsi o davă în locul specificat de Ptolemeu, adică zona de munte a Carpaților Orientali, spre vest de Piatra Neamț. Cu toate acestea, se află o mare așezare dacică la Tisești (Târgu Ocna) între Piatra Neamț și Brețcu, mai aproape de aceasta din urmă și cu vedere la bifurcarea drumurilor care duc la pasurile Oituz și Ghimeș, între Târgu Ocna și Onești. În același timp, cetatea era ascunsă de dealurile care o înconjoară: Chichilău și Pietrosu, constituind un tip caracteristic de fortificație getică, întărită prin poziția ei naturală, situată strategic la ieșirea Văii Trotușului în bazinul larg al Oneștilor și având retragerea asigurată spre masivele păduroase ale Carpaților Orientali.
Importanța poziției strategice a reieșit și din săparea unei tranșee circulare în Primul Război Mondial în jurul cetății, în cadrul luptei de la Târgu Ocna.
Cetatea, cunoscută local sub numele de Titelca din Poiana Chichilăului, se află deasupra cartierului Tisești din Târgu Ocna, situat pe râul Trotuș, în zona confluenței Slănicului. Se află situată pe deal, la izvoarele pârâului Strigoiul Olarului, afluent de dreapta al Trotușului, între Valea Oituzului și a Slănicului, însă mai aproape de ultima, despărțită de dealul Chichilău.
Deasupra cartierului, profilul frontal al dealului Chichilău este tăiat în terasă de Valea Trotușului, formând podeie înalte, înșirate pe partea dreaptă a pârâului și foarte propice pentru așezările antice. Pe terasa veche a Chichilăului se află așezarea Cucuteni B de la punctul Podei, peste care s-au suprapus o așezare din epoca bronzului din Cultura Monteoru și cea din epoca getică.
Coasta de sud-est a dealului este erodată în valea îngustă și abruptă de pârâul Strigoiul, care este mărginită în partea opusă de o culme alungită și mai joasă, coborâtă din vârful Pietrosu. Astfel, pârâul este înconjurat de două culmi care se unesc la izvoare, formând un mic amfiteatru numit Poiana Chichilăului, acoperită la nivelul anului 1959 cu iarbă de imaș și înconjurată de o pădure tânără de foioase.
Din marginea poienii se desprinde un pinten lung de circa 100 m, puțin proeminent, care înaintează între culmile Chichilăului și Pietrosului și este înconjurat de cele două brațe scurte și abrupte ale Strigoiului. Corpul pintenului este complet erodat de brațele pârâului, mai ales de cel stâng dinspre Chichilău, rămânând intacte baza lui, în marginea poienii, și partea frontală, sub forma unui vârf de muncel înalt de circa 480 m, proeminent față de râpile pârâului, dar ascuns între culmile înconjurătoare. Acesta este un muncel aproape izolat și acoperit cu pădure tânără de foioase, fiind denumit de ciobanii locului Titelca. Numele pare a fi comun și desemnează o formă de relief, asemănător cu Podeiul format de terasa Trotușului. Pintenul are înfățișarea unui pod prăbușit din care au rămas numai capetele, Titelca și Poiana, cele două subunități care mai pot forma obiectul unei cercetări arheologice, înainte de distrugerea lor definitivă. La procesul distrugerii participă și natura moale a rocii, o marnă alb-albăstruie, pulverizată ușor sub acțiunea agenților externi.
Titelca apare ca un monticul format din două terase dispuse în trepte, cea dreaptă, dinspre Pietrosu, fiind mai joasă, iar cea stânga, dinspre Chichilău, fiind mai ridicată cu circa 4 m și constituind punctul de observație cel mai înalt al cetății, însă supravegherea regiunii se făcea și de pe culmile mai înalte dimprejur. Platforma din dreapta, așezată în curmezișul văii, este mai intactă: tranșeul militar din timpul Primului Război Mondial se păstrează în întregime pe marginea posterioară, dinspre poiană, lipsind numai pe latura ei frontală, spre deschizătura văii. Platforma din stânga, dispusă în lungul văii, este mai îngustă, fiind surpată pe margini: pe latura mai lungă dinspre râpa Chichilăului se păstrează numai porțiuni din tranșee.
Poziția tranșeei pe marginea platformelor arată că procesul de eroziune a fost constant în trecut, întrucât pe terasa dinspre Pietrosu șanțul militar trece chiar prin colibele cetății, în timp ce pe terasa dinspre Chichilău șanțul trece prin sol curat, colibele de pe margine fiind prăbușite în momentul săpării lui.

## Etimologie
Vulpe a înclinat să identifice așezarea cu Utidava și datorită asemănării numelui dac cu cel al Oituzului (Valea Oituzului fiind situată în vecinătatea obiectivului). Derivarea toponimelor din hidronimele cursurilor de apă este un lucru comun în toponimie, existând relația lingvistică a lui Utus (actualul echivalent al lui Vid), un râu din Moesia Inferior, cu Uti-daua dacică, fiind anterior menționată. Analizând din punct de vedere lingvistic, a reieșit că acest nume a fost legat de rădăcina indo-europeană *uto, *utu, ce înseamnă „apă”. Deoarece omonimele care au o rădăcină comună este puțin probabil să se excludă reciproc în zona unei populații etnice omogene, acesta a presupus că a existat un râu Utus și în vecinătatea Utidauei. Ca și în cazul râului omonim din Moesia, numele râului Utus, în Dacia, s-ar fi putut dezvolta printr-un intermediar din *u'tus sau *o'tus, care a dat forma slavă de Vid (uid) în Bulgaria, păstrând forma Oit în Munții Carpați. În acest sens autorul a dat exemplul populației trace Οίτένσες (Oitenses) din Moesia Inferior, posibil în Dobrogea de astăzi, și menționată de Ptolemeu.
S-a amintit că toponimul actual de Oituz este alcătuit din două cuvinte distincte, Oit- și -uz, ambele având etimologii diferite: la ultimul, ca și în cazul Uzului, poate fi atribuită o origine cumană sau secuiască iar primul fiind o formă supraviețuitoare a unui nume local Oit derivat din Utus și transmis către actuala populație care a adăugat elementul -uz.

## Istoric
Alexandru Vulpe a menționat în lucrarea acestuia Ptolemy and the ancient geography of Moldavia din „Studii clasice” (1964), că orașul era acropola mai multor așezări mici și împrăștiate din zona depresiunii Târgu Ocnei. Aceasta îndeplinea un rol de comandă, exercitând controlul atât asupra depresiunii, cât și văii Trotușului, în punctul în care cele două drumuri care duceau spre pasurile Ghimeș și Oituz se separau.
Săpăturile arheologice au dus la găsirea unui strat de activitate intensă de aproximativ 1 m adâncime, similar ca durată cu așezarea de la Bâtca Doamnei de lângă Piatra Neamț. Așezarea era fortificată de un zid.
Astăzi așezarea este distrusă într-o mare măsură.